# 遠洋漁業

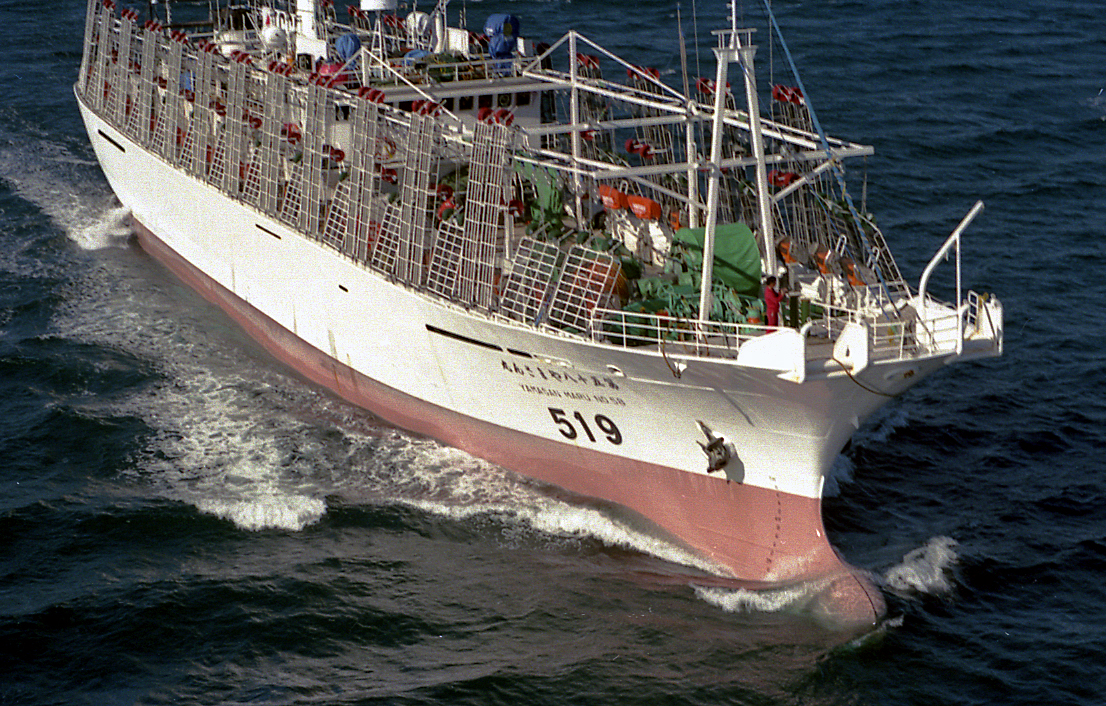
遠洋漁船（魷釣漁船）

遠洋漁業，是指在離岸200海浬的經濟海域以外，或於公海上從事的海洋漁業。通常以大型遠洋漁船為主，使用鮪延繩釣、鰜鮪圍網、魷釣和秋刀魚棒受法等方法來進行捕撈作業。遠洋漁船以全世界的港口為基地，巡迴各地港口販賣漁獲及補給整修。遍及三大洋，是最重要的漁業產值來源。

## 相關議題
近年來東南亞地區遠洋漁業因人力剝削事件頻傳而備受爭議。此外臺灣周遭海域遠洋漁業過度撈捕行為也層出不窮；中華民國政府更因此遭欧洲联盟委员会施壓要求改善。

## 主管單位
- 中華民國：農業部漁業署遠洋漁業組[14][15]

## 外部連結
- 遠洋漁業| 台灣環境資訊協會-環境資訊中心 （页面存档备份，存于）
- 维基文库中的相關文獻：遠洋漁業條例